# Banyumas (Stabat)
Banyumas is een bestuurslaag in het regentschap Langkat van de provincie Noord-Sumatra, Indonesië. Banyumas telt 4878 inwoners (volkstelling 2010).